# Chancery Lane
A Chancery Lane egy olyan utca, mely 1994 óta a City of London nyugati határa, ezt megelőzően pedig Westminster és Camden osztozott rajta. Az utat új sétányként eredetileg a templomosok készítették, mely akkor összekötötte az eredeti, a jelenleg Holbornban lévő Southampton Buildings helyén álló Régi Templomot az újonnan megszerzett ingatlanaikkal, melyek a Fleet Streettől délre voltak. Az utat valamikor 1161. előtt építették.
A Chancery Lane az északi végén fekvő High Holbornt és a déli végén, a Fleet Streeten fekvő  Temple Bart köti össze. A sétányról egy metróállomást is elneveztekk, mely pár méterrel a sétány északi végétől odébb, Holborn és a Gray's Inn Road találkozásánál van.
Az utcát túlnyomórészt a ügyvédi irodák, tanácsadó cégek és ezeket kiszolgáló üzleti vállalkozások foglalják el. A nyugati oldal nagy részén a Carey Streettől északra a Lincoln's Inn foglalja el. A Chancery Lane a történelmi Kancelláriai Bíróságról (High Court of Chancellaryról) kapta. Akkor került a bíróság a területtel kapcsolatba, mikor Lincoln püspöke 1161-ben megszerezte a templomosoktól a területet. Az ezt követő évszázadokban a bíróság a Lincoln's Inn Régi Szobájában ülésezett, és más fontos épületeket is megszerzett, mint amilyen a Six Clerks’ Office. Az utca keleti oldalán, a Breams Buildingstől lefele volt a tekercsek őrének a bírtoka, ahol a feljegyzéseket tárolta.
A Patent Office eredetileg a Southampton Buildingstől kijjebb volt, és számos mellékutca ma már nem működő, vele kapcsolatban lévő jogi irodáról van elnevezve. Közéjük tartozik például a Rolls Buildings és a Cursitor Alley. A PRO régi helyszínétől délre van egy Old Serjeants Inn.
Az Angliai és Walesi Jogászok Szervezetének központja ebben az utcában a 113-as szám alatt található.

## Fordítás
- Ez a szócikk részben vagy egészben  a   Chancery Lane című angol Wikipédia-szócikk ezen változatának fordításán alapul.  Az eredeti cikk szerkesztőit annak laptörténete sorolja fel. Ez a jelzés csupán a megfogalmazás eredetét és a szerzői jogokat jelzi, nem szolgál a cikkben szereplő információk forrásmegjelöléseként.